# كاترين مسعود
كاترين مسعود (بالإنجليزية: Catherine Masud)‏ هي منتجة أفلام بنغلاديشية وباكستانية وأمريكية، ولدت في 27 مايو 1963 في شيكاغو في الولايات المتحدة.